# Fabio Balaso
Fabio Balaso (ur. 20 października 1995 w Camposampiero) – włoski siatkarz, reprezentant Włoch, grający na pozycji libero. 

## Sukcesy klubowe
Klubowe Mistrzostwa Świata:
- 2019
- 2018, 2021

Mistrzostwo Włoch:
- 2019, 2021, 2022[3]
- 2023[4], 2025[5]

Liga Mistrzów:
- 2019

Puchar Włoch:
- 2020, 2021, 2025[6]

Puchar Challenge:
- 2025[7]

## Sukcesy reprezentacyjne
Mistrzostw Świata do lat 23:
- 2015

Puchar Wielkich Mistrzów:
- 2017

Igrzyska Śródziemnomorskie:
- 2018

Mistrzostwa Europy:
- 2021
- 2023[8]

Mistrzostwa Świata:
- 2022

Liga Narodów:
- 2025[9]

## Nagrody indywidualne
- 2019: Najlepszy libero Klubowych Mistrzostw Świata
- 2021: Najlepszy libero Mistrzostw Europy
- 2021: Najlepszy libero Klubowych Mistrzostw Świata
- 2022: Najlepszy libero Mistrzostw Świata[10]
- 2025: MVP finału Pucharu Włoch